# Гергард Вібе
Гергард Вібе (нім. Gerhard Wiebe; 25 січня 1907, Лаутенбург — 18 березня 1985) — німецький офіцер-підводник, фрегаттен-капітан крігсмаріне.

## Біографія
1 квітня 1925 року вступив на флот. З жовтня 1938 року — керівник групи командування випробування торпед в Кілі. З 30 червня 1941 по 2 січня 1942 року пройшов курс підводника, з 5 січня по 8 лютого 1942 року — курс командира підводного човна, після чого був направлений на будівництво підводного човна U-516. З 10 березня 1942 року — командир U-516, на якому здійснив 2 походи (разом 227 днів у морі) та потопив 9 кораблів загальною водотоннажністю 54 753 тонни і пошкодив 1 корабель (9687 тонн).
| Дата            | Назва корабля              | Тип                           | Тоннаж | Вантаж | Екіпаж | Загинули | Країна             | Конвой |
| --------------- | -------------------------- | ----------------------------- | ------ | --- | ------ | -------- | ------------------ | ------ |
| 27 серпня 1942  | Port Jackson (пошкоджений) | Торговий теплохід             | 9,687  | Морожені та генеральні вантажі                                                                                | ?      | 0        | Британська імперія |        |
| 31 серпня 1942  | Jack Carnes                | Паровий танкер                | 10,907 | 62 000 барелів водяного баласту                                                                               | 57     | 29       | США                |        |
| 19 вересня 1942 | Wichita                    | Торговий теплохід             | 6,174  | Генеральні вантажі                                                                                            | 50     | 50       | США                |        |
| 28 вересня 1942 | Antonico                   | Торговий пароплав             | 1,223  | | 40     | 16       | Бразилія           |        |
| 30 вересня 1942 | Alipore                    | Торговий пароплав             | 5,273  | 1500 тонн хромової руди і 400 тонн оливкової олії                                                             | 83     | 10       | Британська імперія |        |
| 24 жовтня 1942  | Holmpark                   | Торговий пароплав             | 5,780  | Баласт | 50     | 2        | Британська імперія |        |
| 11 лютого 1943  | Helmspey                   | Торговий пароплав             | 4,764  | 2772 тонни чаю, 2000 тонн марганцевої руди, 1457 тонн каучуку і 464 тонни генеральних вантажів                | 46     | 5        | Британська імперія |        |
| 17 лютого 1943  | Deer Lodge                 | Торговий пароплав             | 6,187  | 6250 тонн генеральних вантажів, в тому числі нафта і сталь, і 3 вантажівки та 4 локомотиви як палубний вантаж | 57     | 2        | США                |        |
| 27 лютого 1943  | Colombia                   | Плавуча база підводних човнів | 10,782 | | 326    | 8        | Нідерланди         |        |
| 20 березня 1943 | Nortun                     | Торговий пароплав             | 3,663  | 5002 тонн хромової руди, 637 тонн азбесту, 124 тонн свинцевого і мідного концентратів                         | 47     | 10       | Панама             | CN-13  |

24 червня 1943 року відправлений на лікування у військово-морський лазарет в Лор'яні. Після одужання в листопаді 1943 року призначений керівником групи відділу A при торпедній інспекції в Екернферде. З жовтня 1944 року — командир 1-го дивізіону військово-морського училища Шлезвіга. 8 травня 1945 року взятий в полон британськими військами. В серпні 1947 року звільнений.

## Звання
- Кандидат в офіцери (1 квітня 1925)
- Морський кадет (16 листопада 1925)
- Фенріх-цур-зее (1 квітня 1927)
- Оберфенріх-цур-зее (1 червня 1928)
- Лейтенант-цур-зее (1 жовтня 1929)
- Оберлейтенант-цур-зее (1 липня 1931)
- Капітан-лейтенант (1 жовтня 1935)
- Корветтен-капітан (1 лютого 1940)
- Фрегаттен-капітан (1 листопада 1943)

## Нагороди
- Медаль «За вислугу років у Вермахті» 4-го і 3-го класу (12 років)
- Нагрудний знак підводника (15 листопада 1942)
- Залізний хрест
  - 2-го класу (15 листопада 1942)
  - 1-го класу (5 травня 1943)
- Хрест Воєнних заслуг 2-го класу з мечами (1944)